# Gala Water
Gala Water ist ein linker Nebenfluss des River Tweed in der schottischen Council Area Scottish Borders.

## Lauf
Die Quelle des Gala Waters befindet sich am Nordrand der Moorfoot Hills im dünn besiedelten Norden der Scottish Borders nahe der Grenze zum benachbarten Midlothian. Zunächst nach Osten abfließend, dreht das Gala Water nördlich von Falahill nach Südosten ab. Bis zu seiner Mündung bei Galashiels wird es seine südöstliche oder südliche Fließrichtung beibehalten.
Die beiden Hauptzuflüsse des Gala Waters münden von rechts ein. Das bei Heriot einmündende Heriot Water führt selbst mehr Wasser als das Gala Water. Südlich von Stow mündet das Lugate Water ein. Am Südostrand von Galashiels mündet das Gala Water nach insgesamt 33 Kilometern von links in den River Tweed. Galashiels selbst ist die einzige größere Ortschaft entlang des Laufs des Gala Waters.
Die von Edinburgh nach Carlisle führende A7 folgt zwischen Falahill und Galashiels weitgehend dem Lauf des Gala Waters, das sie dreimal quert. Auch die Waverley Line folgt seinem Lauf weitgehend und quert das Gala Water vielfach; beispielsweise über eine Brücke am Bowshank Tunnel.
War das Gala Water einst für seinen reichen Forellenbestand bekannt, wurde es bereits in den 1880er Jahren als überfischt beschrieben.

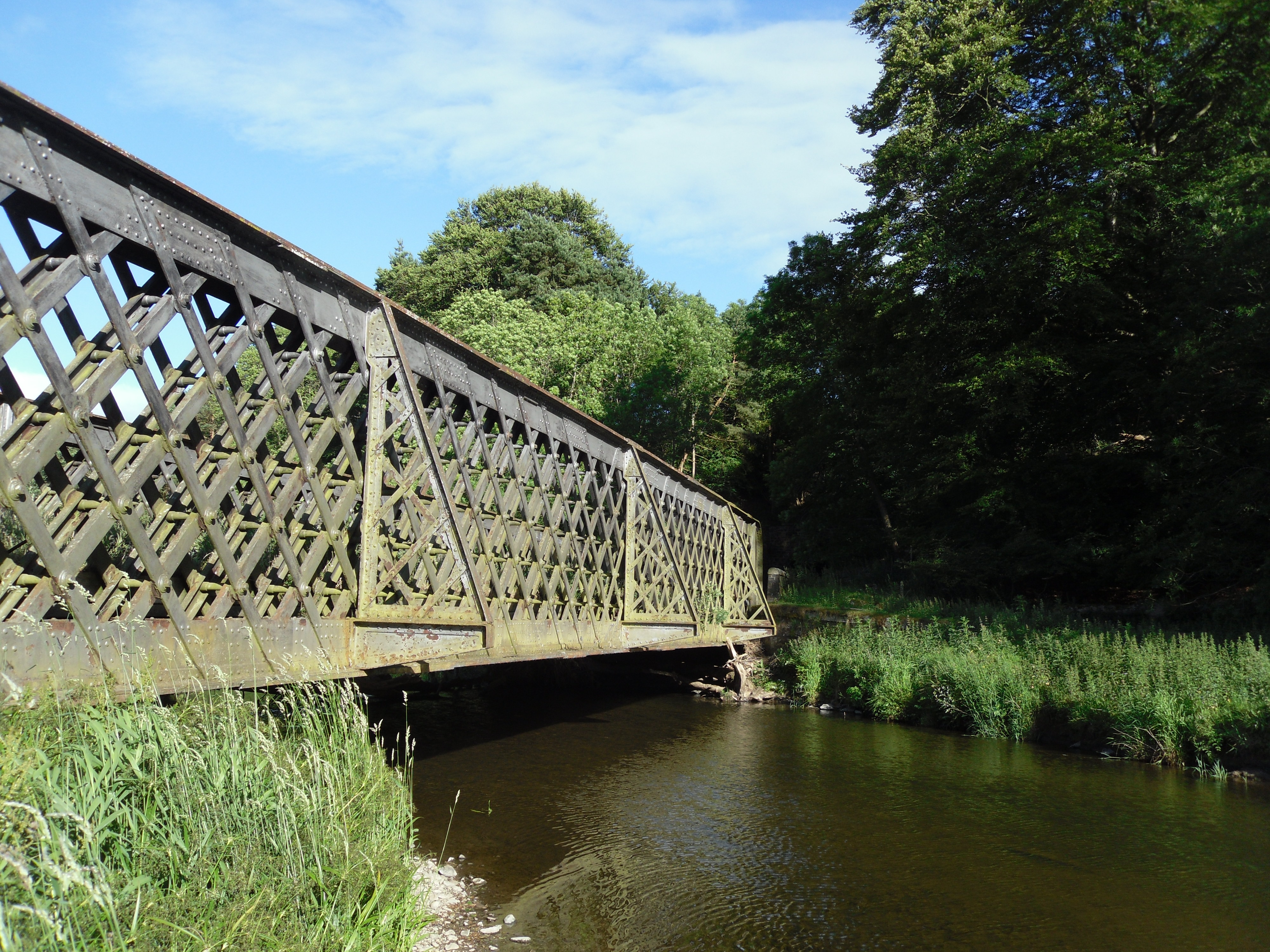
Brücke am Bowshank Tunnel
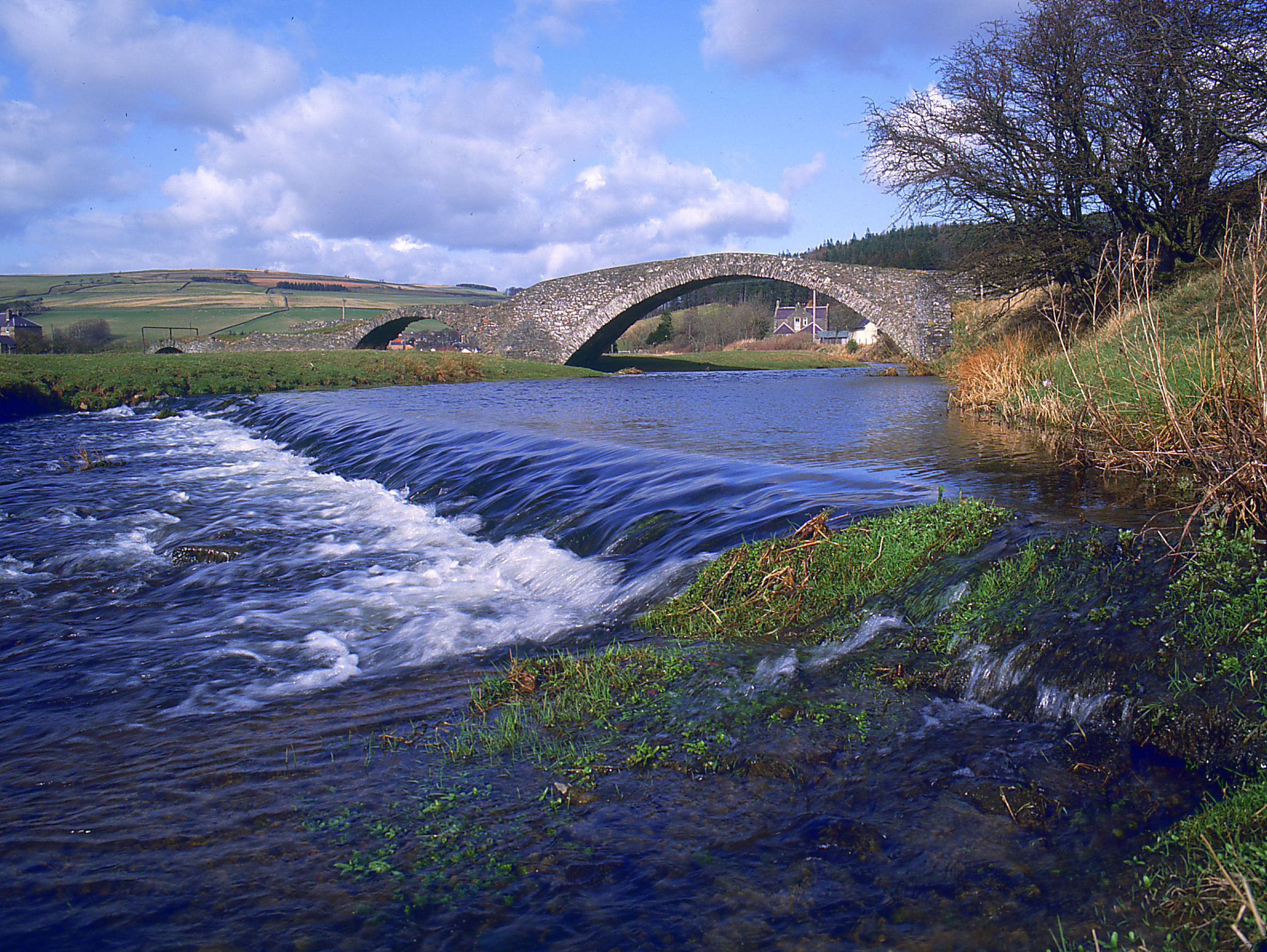
Stow Old Bridge